# Козаченко, Александр Николаевич
Александр Николаевич Козаченко (15 апреля 1939 — 14 сентября 2021) — советский и российский промышленный деятель, учёный, кандидат технических наук (1990).

## Биография
Родился 15 апреля 1939 года в городе Темрюк Краснодарского края в семье моряков; брат — Николай Казаченко.
В 1961 году окончил Московский энергетический институт. После окончания вуза работал сменным мастером турбинного цеха Новопсковского районного управления Московского управления магистральных газопроводов (Луганская область).
Затем занимал должности старшего инженера, начальника турбинного цеха, главного инженера Северо-Устюртского районного управления газопровода Бухара—Урал; главного инженера, начальника Изобильненского районного управления газопровода Ставрополь—Москва.
В марте 1964 года назначен главным инженером Северо-Устюртского районного управления газопровода Бухара — Урал. В конце ноября 1965 года переведён обратно в Изобильненское районное управление в качестве главного инженера.
В декабре 1967 года назначен начальником Изобильненского районного управления.
В 1968 году избран депутатом Изобильненского городского Совета депутатов трудящихся (1968—1971).
В феврале 1971 года командирован в Иран, где участвовал в строительстве и эксплуатации Трансиранского магистрального газопровода (ТИМГ-1) протяжённостью более 1100 км по маршруту Бехбехан – Астара. Был заместителем начальника управления технического надзора.
После возвращения из Ирана продолжил с апреля 1974 года возглавлять Изобильненское управление.
В 1974 году избран депутатом Ставропольского краевого Совета депутатов трудящихся (1974—1978; с 1977 года – Ставропольского краевого Совета народных депутатов).
В феврале 1978 года переведен в аппарат министерства газовой промышленности СССР (Мингазпром СССР) и назначен ведущим инженером управления главного механика. В конце августа того же года назначен заместителем начальника управления по транспортировке и поставкам газа Мингазпрома СССР.
С января 1985 года — генеральный директор Московского производственного объединения по транспортировке и поставкам газа «Мострансгаз» (предприятия, ООО «Мострансгаз» акционерного общества «Газпром»).
В 1986 году избран депутатом Видновского городского Совета народных депутатов (1986 - 1990).
С октября 1990 по январь 2001 года — генеральный директор «Мострансгаз» РАО «Газпром».
С октября 1994 по май 1997 года — председатель, с мая 1997 года — член совета директоров Калужского газового и энергетического акционерного банка «Газэнергобанк».
Член совета директоров «Страхового общества газовой промышленности» («СОГАЗ»). До сентября 2001 года был членом совета директоров «Газпромбанка».
6 февраля 2002 года в 62 года ушёл на пенсию.
Профессор кафедры термодинамики и тепловых двигателей в РГУ нефти и газа им. И. М. Губкина. Автор более 30 опубликованных работ, некоторыми из них по настоящее время пользуются работники газовой промышленности.
Скончался 14 сентября 2021 года на 83-м году жизни. Похоронен на Троекуровском кладбище.
15 апреля 2024 г. на территории уличной экспозиции Музея магистрального транспорта газа (п.Газопровод, Новая Москва) торжественно открыт памятник-бюст Козаченко А.Н.

## Награды
- Награждён орденами «Знак Почёта» и «За заслуги перед Отечеством» IV степени (2000), а также медалями, в числе которых «За доблестный труд. В ознаменование 100-летия со дня рождения В. И. Ленина» и «В память 850-летия Москвы».
- Лауреат премии Правительства РФ за разработку Касимовского подземного хранилища газа.
- Заслуженный работник нефтяной и газовой промышленности РФ.